# Journal of Organic Chemistry
Journal of Organic Chemistry (abreviada como J. Org. Chem.) é uma publicação científica revisada por pares de pesquisa fundamental em química orgânica e bioorgânica. É publicada pela American Chemical Society. Teve fator de impacto 4,198 em 2021.
Recebeu avaliação Qualis de A1 nas categorias BIOTECNOLOGIA, CIÊNCIAS AGRÁRIAS I, CIÊNCIAS BIOLÓGICAS II, FARMÁCIA, INTERDISCIPLINAR, MATERIAIS, MEDICINA II, ODONTOLOGIA e QUÍMICA, na avaliação 2013-2016.
1. ↑  «About the Journal». Journal of Organic Chemistry
2. ↑  [Qualis https://sucupira.capes.gov.br/sucupira/public/consultas/coleta/veiculoPublicacaoQualis/listaConsultaGeralPeriodicos.jsf]